# Bataille des Chemises
Guerre des clans écossais
La bataille des Chemises fait partie de la guerre des clans écossais et se déroule en juillet 1544. Elle prend place dans le Great Glen au nord du Loch Lochy vers le village de Laggan (en). Le clan MacDonald de Clanranald et son allié le clan Cameron combattent le clan Fraser, le clan Grant et le clan MacKintosh.

## Origine du conflit
La tutelle du jeune Jacques V d'Écosse, assurée par Archibald Douglas, 6e comte d'Angus, devait durer trois mois, par la suite les membres du conseil de la régence s'occuperaient du roi. Mais Douglas refusa de passer la relève au comte d'Arran. Le roi envoya alors un message à Sir Walter Scott de Branxholme et de Buccleuch (en), lui demandant de venir le secourir. Peu après, le jeune roi, qui partait pour Édimbourg bien escorté par Douglas et ses hommes, fut intercepté à Melrose par Sir Walter Scott et un groupe de Border Reivers.